# Virus de la grippe A (H1N2)
Espèce
Classification phylogénétique
- Espèce : virus de la grippe A
  - sous-type H1N1
  - sous-type H1N2
  - sous-type H2N2
  - sous-type H2N3
  - sous-type H3N1
  - sous-type H3N2
  - sous-type H3N8
  - sous-type H5N1
  - sous-type H5N2
  - sous-type H5N3
  - sous-type H5N6
  - sous-type H5N8
  - sous-type H5N9
  - sous-type H6N1
  - sous-type H6N2
  - sous-type H7N1
  - sous-type H7N2
  - sous-type H7N3
  - sous-type H7N4
  - sous-type H7N7
  - sous-type H7N9
  - sous-type H9N2
  - sous-type H10N7

Le sous-type H1N2 du virus de la grippe A fait référence aux types de deux antigènes présents à la surface du virus : l'hémagglutinine de type 1 et la neuraminidase de type 2. Le virus de la grippe A est un virus à ARN monocaténaire de polarité négative à génome segmenté (8 segments) qui appartient au genre Alphainfluenzavirus de la famille des Orthomyxoviridae.
Le sous-type H1N2 peut notamment infecter le porc et l'oiseau et présente des caractéristiques lui permettant d'aussi infecter l'Homme, ce qui en fait un candidat comme source de possible pandémie. Plusieurs auteurs ont plaidé en 2012 pour une surveillance sanitaire et vétérinaire renforcée et urgente des sous-types viraux grippaux chez le porc.

## Risque épidémiologique
Il est encore mal connu, mais en septembre 2012 ,, une équipe sud-coréenne encadrée par le Dr Young-Kee Choi a détecté et isolé chez le porc une souche apparemment émergente du sous-type H1N2 du virus de la grippe A (dénommée Sw/1204) ayant un potentiel pandémique. Ce virus est jugé préoccupant car composé de trois types de gènes qui le rendent a priori adapté ou adaptable à la fois aux oiseaux, aux porcs et à l'Homme. Il pourrait de plus se propager dans l'air, autant de caractères qui lui confèrent les caractéristiques d'un virus à risque pandémique. Le porc est en effet connu pour être un organisme idéal pour la recombinaison de virus de la grippe à potentiels pandémiques,, ce qui justifie une attention particulière à porter aux employés de l'élevage industriel de porc par ailleurs confronté au risque nosocomial en cas de surinfection bactérienne (cause fréquente de mortalité en cas de grippe grave) en raison des traitements antibiotiques massivement donnés aux porcs qui ont facilité l'apparition de souches antibiorésistantes.
Le 4 novembre 2020 un premier cas de contamination humaine est détecté au Canada.